# XXIV Krajowy Festiwal Piosenki Polskiej w Opolu
XXIV Krajowy Festiwal Piosenki Polskiej w Opolu odbył się od 25 do 28 czerwca 1987.
Odbyły się cztery koncerty konkursowe: Premiery, Debiuty (poprowadzili go Marek Sierocki i Wojciech Reszczyński), Piosenki w teatrze i Od Opola do Opola, a także koncert towarzyszący Mikrofon i ekran, koncert w hołdzie Bogusławowi Klimczukowi oraz Kabareton.

## KoncertPremiery
Koncert konkursowy „Premiery” odbył się 25 czerwca 1987.
- Jacek Izbiński – „W niespodziance” (L. Paszko, M. Szopa)
- Grażyna Alber – „Dobre, stare buty” (H. Alber, A. Osiecka)
- Trans Foo Foo – „Ciepłe morze snów” (P. Pyszczek, J. Matej)
- Lidia Stanisławska – „Mieszkańcy wysp wygasłych” (Wieromski, M. Maliszewska)
- Korba – „Pamiętam Amsterdam” (B. Olewicz)
- Dorota Stalińska – „Pożyczone miesiące” (J. Biesiada, J. Nowicki)
- Spectrum – „Zagranica” (J. Koman, J. Korczakowski)
- Violetta Białobłocka – „Każdy ma do zapomnienia” (P. Sawicki, M. Lewiński, J. Zaniewski)
- Joanna Zagdańska – „W czasie wolnym od braw” (A. Żółkoś, J. Wołek)
- Lombard – „Ocalić serca” (G. Stróżniak, M. Ostrowska)
- Renata Kretówna – „Odchodzą panowie poeci” (G. Turnau, K. Preis)
- Jacek Skubikowski – „Baw się, baw” (J. Skubikowski)
- Danuta Błażejczyk – „Nuty na szczęście” (R. Szeremeta, J. Has) – druga nagroda
- Alicja Majewska – „Marsz samotnych kobiet” (W. Korcz, W. Młynarski) – druga nagroda
- Moment (Majka Jeżowska, Krystyna Prońko i Piotr Schulz) – „Czekamy na wyrok” (A. Kopff, J. Kofta) – pierwsza nagroda
- Ewa Bem – „Miłość to jest wielki skarb” (W. Jagielski) – trzecia nagroda

## Koncert z piosenkami Bogusława Klimczuka
Koncert poświęcony twórczości Bogusława Klimczuka odbył się 25 czerwca 1987. Wystąpili w nim m.in. Ewa Śnieżanka (z utworem „Cóż wiemy o miłości”), Violetta Białobłocka i Leszek Trześniewski („Rozmawiajmy o pogodzie”), Mechaniczna Pyra („Jabłuszko pełne snu”), Wały Jagiellońskie („Piosenka z Kalinką”), Majka Jeżowska i Atlas Grzybów Leśnych („Rudy rydz”), Andrzej Zaucha („Czarny Alibaba”), Stenia Kozłowska, Andrzej Dąbrowski, Alicja Majewska, Irena Jarocka, Krystyna Prońko i Danuta Błażejczyk.

## KoncertOd Opola do Opola
Koncert konkursowy Od Opola do Opola odbył się 26 czerwca 1987.
- Felicjan Andrzejczak – „Ekscentryczny dans”
- Beata Bartelik – „Sen na pogodne dni”
- Piotr Schulz – „Całą noc”
- Grażyna Alber – „Nad Warszawą”
- Wojciech Blond – „Usta malowane”
- Piotr Sawicki – „Prowadź mnie”
- Halina Benedyk – „Mamy po 20 lat” – druga nagroda
- Grażyna Łobaszewska – „Brzydcy”
- Andrzej Rybiński – „Czasami pech się uśmiecha”
- Andrzej Zaucha – „Bądź moim natchnieniem”
- Joanna Zagdańska – „Prześnij”
- Jacek Skubikowski – „Złe słowa”
- Danuta Stankiewicz – „Pół ciebie, pół mnie”
- Jerzy Różycki – „Samotny gangster”
- Danuta Błażejczyk – „Moja broń serdeczna”
- Wały Jagiellońskie – „Hula gula”
- Alicja Majewska – „Smutne do widzenia”
- Barbara Sikorska – „C.d.n.”
- Papa Dance – „Maxi singiel” – pierwsza nagroda
- Grażyna Świtała – „Moja miłość bez imienia”
- Bogusław Mec – „Coś śmiesznego”
- Skaldowie – „Nie domykajmy drzwi”
- Halina Frąckowiak – „Dancing Queen”
- Zdzisława Sośnicka – „Aleja gwiazd”

## KoncertMikrofon i Ekran
Koncert „Mikrofon i Ekran” odbył się 28 czerwca 1987.
- Papa Dance – „Maxi singiel”
- Halina Frąckowiak – „Dancing Queen”
- Halina Benedyk – „Mamy po 20 lat”
- Tatiana Kauczor – „Biznes łomeri blues”
- Operating Conditions – „Zostań”
- Joanna Starościanka – „Słowa, które nie bolą”
- Trans Foo Foo – „Ciepłe morze słów”
- Spectrum – „Zagranica”
- Ewa Bem – „Miłość to jest wielki skarb”
- Danuta Błażejczyk – „Nuty na szczęście”
- Alicja Majewska – „Marsz samotnych kobiet”
- Moment – „Czekamy na wyrok”

## Pozostali laureaci[2]
Nagroda od przewodniczącego WRN w Opolu
- Wojciech Młynarski i Seweryn Krajewski

Nagroda dziennikarzy
- Maryla Rodowicz, Agnieszka Osiecka, Andrzej Sikorowski i Marek Stefankiewicz za utwór „Polska Madonna”

Nagrody w koncercie Piosenki w teatrze
- „Drogi ledwie pół” Wojciecha Trzcińskiego i Jadwigi Has w wykonaniu Aleksandry Kisielewskiej
- „Za co giniemy” Waldemara Koperkiewicza i Tomasza Gluzińskiego w wykonaniu Jadwigi Ruteckiej
- „Nie śnij mi się” Janusza Kępskiego i Jadwigi Has w wykonaniu Marty Dobosz

Nagroda za interpretację
- Jacek Wójcicki za wykonanie utworu „Wiersz gazetowo-miłosny”

Nagroda im. Karola Musioła
- Joanna Jeżewska

Nagroda im. Anny Jantar w koncercie Debiuty
- zespół Operating Conditions

Honorowe Grand Prix
- Maria Koterbska